# Gert-Jan Theunisse
Gert-Jan Theunisse (Oss, 14 de gener de 1963) va ser un ciclista neerlandès, que fou professional entre 1984 i 1995, durant els quals aconseguí una vintena de victòries.
Especialista en etapes de muntanya, el 1989 finalitzà en 4a posició al Tour de França, guanyant una etapa, amb final a l'Aup d'Uès, i la classificació de la muntanya. Altres victòries importants foren la Clàssica de Sant Sebastià de 1988 i la Volta a Astúries de 1989.
Va estar involucrat en tres casos de dopatge durant la seva carrera professional. Al Tour de França de 1988 donà positiu per testosterona, sent sancionat amb 10 minuts i un mes de sanció a complir en acabar la cursa. A la Fletxa Valona i a la Pujada a Arrate de 1990 tornà a donar positiu, cosa que li suposa una sanció de sis mesos.
El 8 de setembre de 1997 va patir un accident de trànsit, mentre s'entrenava a Annecy, que li provocà una lesió medul·lar.

## Palmarès
- 1982
  - Campió dels Països Baixos de militars
- 1986
  - 1r a Schijndel
- 1987
  - 1r a Sint-Oedenrode
- 1988
  - 1r a la Clàssica de Sant Sebastià
  - 1r a Boxmeer
  - 1r a 's Heerenhoek
- 1989
  - 1r a la Volta a Astúries i vencedor d'una etapa
  - 1r a Amersfoort
  - Vencedor d'una etapa al Tour de França i  1r del Gran Premi de la Muntanya
  - Vencedor d'una etapa al Tour de Trump
- 1991
  - 1r a la Volta a Luxemburg i vencedor d'una etapa
  - 1r a la Vuelta a los Valles Mineros
  - 1r a Acht van Chaam
  - 1r a Gouden Pijl Emmen
- 1992
  - Vencedor d'una etapa a la Volta a Luxemburg
- 1994
  - 1r a Apeldoorn

### Resultats al Tour de França
- 1987. 48è de la classificació general
- 1988. 11è de la classificació general
- 1989. 4t de la classificació general.  1r del Gran Premi de la Muntanya
- 1991. 13è de la classificació general
- 1992. 13è de la classificació general

### Resultats a la Volta a Espanya
- 1992. 11è de la classificació general